# Phyllochaetopterus
Phyllochaetopterus is een geslacht van borstelwormen uit de familie van de Chaetopteridae. De wetenschappelijke naam van het geslacht werd in 1863 gepubliceerd door Adolph Eduard Grube.

## Soorten
- Phyllochaetopterus aciculigerus Crossland, 1904
- Phyllochaetopterus anglicus Potts, 1914
- Phyllochaetopterus arabicus Grube, 1870
- Phyllochaetopterus bhaudi Jirkov, 2001
- Phyllochaetopterus claparedii McIntosh, 1885
- Phyllochaetopterus elioti Crossland, 1903
- Phyllochaetopterus gardineri Crossland, 1904
- Phyllochaetopterus gigas Nishi & Rouse, 2014
- Phyllochaetopterus gracilis Grube, 1863
- Phyllochaetopterus herdmani (Hornell in Willey, 1905)
- Phyllochaetopterus lauensis Nishi & Rouse, 2007
- Phyllochaetopterus limicolus Hartman, 1960
- Phyllochaetopterus major Claparède, 1869
- Phyllochaetopterus monroi Hartman, 1967
- Phyllochaetopterus polus Morineaux Nishi Ormos & Mouchel, 2010
- Phyllochaetopterus prolifica Potts, 1914
- Phyllochaetopterus ramosus Willey, 1905
- Phyllochaetopterus sibogae Caullery, 1944
- Phyllochaetopterus socialis Claparède, 1869
- Phyllochaetopterus verrilli Treadwell, 1943

Niet geaccepteerde soorten:
- Phyllochaetopterus anglica Potts, 1914 → Phyllochaetopterus anglicus Potts, 1914
- Phyllochaetopterus brevitentaculata Hartmann-Schröder, 1965 → Phyllochaetopterus verrilli Treadwell, 1943
- Phyllochaetopterus fallax Claparède, 1869 → Phyllochaetopterus socialis Claparède, 1869
- Phyllochaetopterus pacifica MacGinitie & MacGinitie, 1949 → Phyllochaetopterus prolifica Potts, 1914
- Phyllochaetopterus pictus Crossland, 1903 → Phyllochaetopterus socialis Claparède, 1869
- Phyllochaetopterus solitarius Rioja, 1917 → Spiochaetopterus solitarius (Rioja, 1917)